# Exklusion (sociologi)

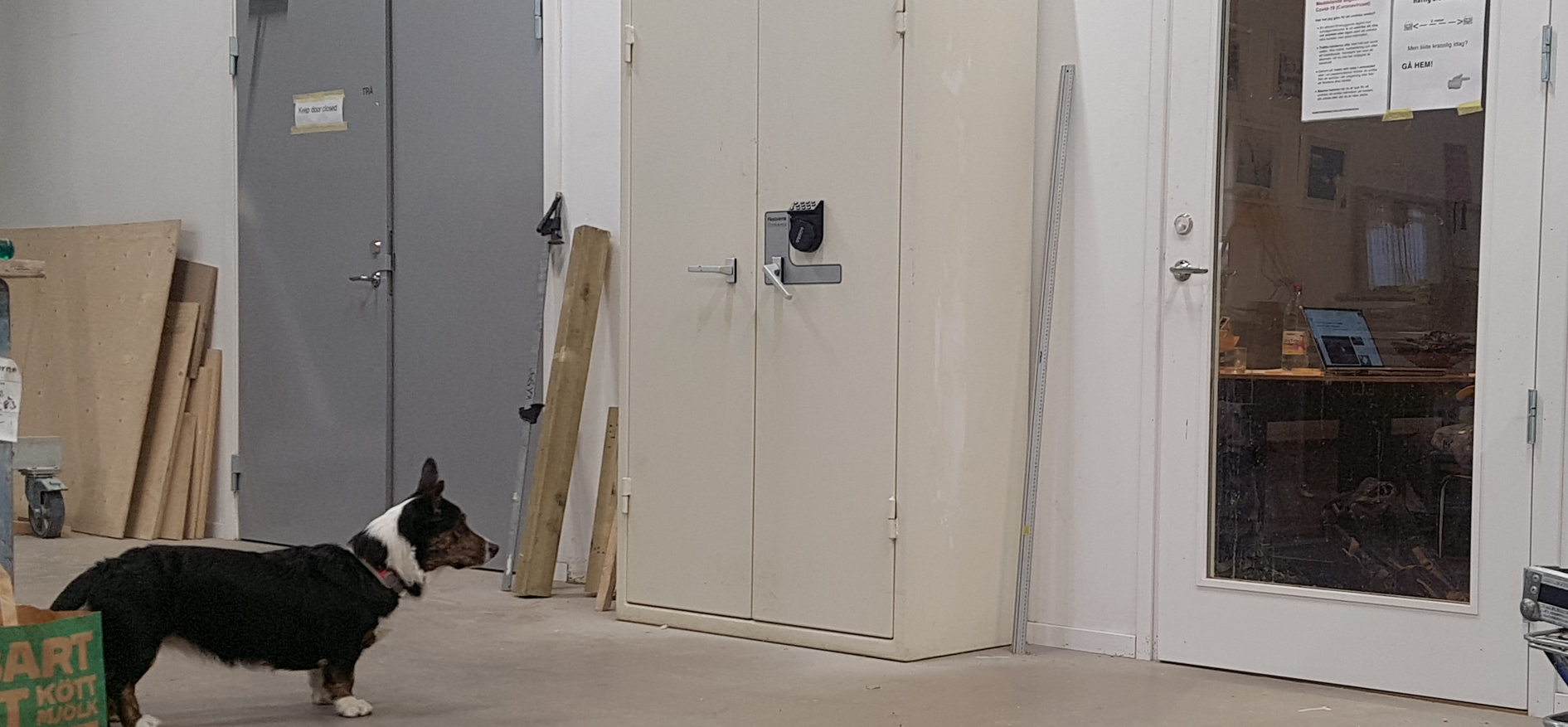
En hund vid namn Tofflan exkluderades rent fysiskt från fikarummet när en annan hund var på besök.

Exklusion eller social exkludering är att med olika medel stänga ute eller avstöta en person eller en grupp från en grupp som är centralt bland annat för debatten och forskningen om fattigdom. Exkludering är motsatsen till inkludering. Exklusionen kan ske på olika vis. Det kan handla om social utstötning och eller etablerande av känslomässig distans så att den tidigare gruppmedlemmen blir "osynlig" för gruppen. I religiösa sammanhang sker det att man skyr vissa, en församling upphör då med all interaktion med en individ eller en grupp. Social exkludering kan mer generellt uppstå när medlemmarna av en grupp medvetet undviker förbindelser med och försöker håller sig helt borta från den avstötta individen eller gruppen. Budskapet att exkludering ska ske kan verkställas genom formella beslut av styrelsen för en organisation, eller i mer informella sammanslutningar där budskapet sprider sig till alla medlemmar i gruppen och efterföljs som en form av solidaritet.
Måltavlorna för att bli exkluderade kan vara personer som stämplats som svikare av gruppens ideal, trosföreställningar, oliktänkande, strejkbrytare, eller någon som gruppen uppfattar som ett hot eller källa till konflikt. Social exklusion som sker för att orsaka psykiska skador har kategoriserats som psykologisk tortyr. Skälen till exklusion kan också vara mer godtyckliga. Det kan ske på grund av en persons klass, genus, huruvida personen är rasifierad eller inte. Vissa sådana former av exkludering kan vara diskriminering. Det gemensamma i när någon blir föremål för exklusion är att personen har avvikt mot flera eller någon norm som de övriga i gruppen har uppfattat som mycket viktig.

## Historia
I forntida samhällen har en medicinman eller trollkarl kunnat dödförklara en gruppmedlem utan att något våld förekommer. Personen blir alltså föremål för en social död. Gruppen är sedan övertygad om att personen verkligen är död och att det bara är hans eller hennes ande eller skenbild de ser. Den dödförklarade avlider oftast snart också i verkligheten utan gruppens stöd och hjälp.

## I EU
EU har definierat social exkludering som en process där individer eller grupper är helt eller delvis uteslutna från full delaktighet i det samhälle de lever i.